# Ưng ngỗng châu Phi
Ó châu Phi (danh pháp hai phần: Accipiter tachiro) là một loài chim săn mồi thuộc chi Accipiter trong họ Ưng (Accipitridae). Như định nghĩa ở Handbook of the Birds of the World, nó được tìm thấy ở Angola, Botswana, Burundi, Cộng hòa Trung Phi, Cộng hòa Dân chủ Congo, Eritrea, Ethiopia, Kenya, Lesotho, Malawi, Mozambique, Namibia, Rwanda, Somalia, Somaliland, Nam Phi, Sudan, Swaziland, Tanzania, Uganda, Zambia, và Zimbabwe. Nó được xem là cùng loài với ó ngực đỏ của tây và trung châu Phi (BirdLife International 2007).